# Coeloprocta
Coeloprocta är ett släkte av skalbaggar. Coeloprocta ingår i familjen långhorningar.
Kladogram enligt Catalogue of Life:
| Coeloprocta | \| \| Coeloprocta humeralis \| \| \| \| \| \| Coeloprocta singularis \| \| \| \| |
|             | \| \| Coeloprocta humeralis \| \| \| \| \| \| Coeloprocta singularis \| \| \| \| |
|             | Coeloprocta humeralis                                                            |
|             |                                                                                  |
|             | Coeloprocta singularis                                                           |
|             |                                                                                  |